# Vince Lombardi
Vincent Thomas Lombardi (11 de junio de 1913 - 3 de septiembre de 1970) fue un entrenador de fútbol americano estadounidense de ascendencia italiana. Lombardi fue entrenador en jefe (Head Coach) de los Green Bay Packers de la NFL entre 1959 y 1967 y de los Washington Redskins por una temporada (1969). Comenzó su carrera en las laterales como entrenador asistente de los New York Giants. Además, fue Gerente General en Green Bay en 1968. Ganó con esa franquicia los 2 primeros Super Bowls de la historia (en ambos casos como entrenador); su registro en temporada regular de por vida es 96-34-6 y en Playoffs logró un increíble récord de 9-1, totalizando récord total de 105 ganados, 35 perdidos y 6 empatados.
Lombardi murió en 1970 de un cáncer de colon grave que le diagnosticaron en junio de 1970, semanas antes de dirigir su segundo Campamento de entrenamiento al frente de los Redskins. Una semana antes de su muerte, la NFL nombró al trofeo del campeón del Super Bowl "Trofeo Vince Lombardi" en su honor.
Fue seleccionado al Salón de la Fama del Fútbol Americano Profesional en 1971.
Lombardi es considerado como uno de los mejores entrenadores de fútbol americano de la historia, así como figura representativa del fútbol americano y del espíritu ganador, de tal manera que se han elaborado numerosos documentos fílmicos entre ellos la famosa película Un domingo cualquiera, protagonizada por Al Pacino, Jamie Foxx, Cameron Díaz y dirigida por el aclamado cineasta Oliver Stone. Se ha llegado a estrenar también una obra en Broadway.

## Frases de Vince Lombardi
- Mídete con los grandes y serás un grande.
- Si te gusta ganar, pero crees que no puedes vencer, es casi un hecho que vas a perder.
- Si tú crees que estás derrotado, lo estás. Si crees que no te atreves, no lo harás.
- Ganar no lo es todo, es lo único.
- La confianza es contagiosa igual que la falta de ella.
- Aún el jugador veterano deberá empezar igual que el novato, como si nunca lo hubiéramos visto jugar antes.
- Nunca he perdido un juego, solo no tuve la cantidad de tiempo necesario para lograr la victoria.
- Una vez que usted renuncia la primera vez, se le hará un hábito.
- El único lugar donde el éxito está antes que el trabajo, es en el diccionario.
- La perfección se consigue a través de la perfecta práctica.
Discurso para nuevos integrantes: 
"Mi nombre es Vince Lombardi, le doy la bienvenida a los Green Bay Packers. Los Green Packers caso sin precedente, han ganado tres títulos mundiales consecutivos. Los Green Bay Packers ganaron cinco campeonatos mundiales en los últimos diez años. A usted lo hemos elegido, lo hemos invitado aquí, porque pensamos que tiene el talento necesario y la habilidad para hacer el trabajo. Si tiene la dedicación y tiene también el orgullo necesario para formar parte de este equipo construido en el orgullo, será uno de los nuestros.
El equipo también se basa en la confianza, demuéstrenos que tiene la ambición y el sentido competitivo de que sucedan las cosas y créame que será un Packer.
El fútbol americano es un juego espartano que exige cualidades de sacrificio y esfuerzo. Es un juego también de encuentros violentos y por ese violento contacto, requiere una disciplina personal que poco se encuentra en otras situaciones en este mundo moderno.
Vamos a pedirle que trabaje más duro que en toda su vida pasada, porque toda la historia de la liga de fútbol americano prueba que muchos juegos se ganan en los últimos dos minutos de la primera mitad o de la segunda mitad. Y suele ser el equipo mejor preparado el que gana el juego.
Vamos a exigirle 100% de esfuerzo todo el tiempo, algo menos que esto no sería suficiente. Es un juego también de grandes lecciones, requiere exhaustivo trabajo al punto de ser rutinario. Es un juego que brinda 100% alegría al ganar, 100% de felicidad al triunfar y que exige 100% de resolución al perder. 
El éxito del individuo, sin embargo está siempre sujeto a la satisfacción que reside en formar parte del éxito del grupo. Es un juego parecido a la vida, ya que enseña que la perseverancia y la dedicación, el trabajo competitivo y duro, el sacrificio y el respeto por la autoridad, son el precio que debemos pagar por lograr las metas más valederas."
El mayor de cinco hijos, Vince Lombardi nació en Brooklyn, Nueva York el 11 de junio de 1913. Como hijo de un inmigrante italiano, Lombardi fue criado en una familia católica estricta. En 1928, a la edad de 15 años, Lombardi entró en el Colegio Catedral de la Inmaculada Concepción a estudiar para el sacerdocio. Decide sobre un camino diferente, dos años después, Lombardi es trasladado a San Francisco y entra a la Preparatoria donde interpretó el papel de fullback en el equipo de fútbol. Al graduarse, asistió a la Universidad de Fordham perteneció al equipo de fútbol, donde fue miembro del famoso Fordham "Bloques de Granito Siete". Después de graduarse magna cum laude de Fordham en 1937, asistió a la escuela de leyes en las noches mientras trabajaba para una compañía de financiamiento durante el día. Lombardi, una vez más cambió de marcha, decide tomar una enseñanza en el fútbol en el puesto de entrenador asistente en la Escuela Secundaria de Santa Cecilia en Englewood, Nueva Jersey. Durante su exitosa estancia de 8 años que pasó en Santa Cecilia, se casó con María Lombardi Planitz en 1940 (con quien tuvo dos hijos, Vince Jr. y Susan).